# Jay North
Pour les articles homonymes, voir North.
Jay Waverly North, né le 3 août 1951 à Hollywood (Californie) et mort le 6 avril 2025 à Lake Butler (Floride), est un acteur américain.

## Filmographie

### Cinéma
- 1959 : Le témoin doit être assassiné (The Big Operator) de Charles F. Haas : Timmy Gibson
- 1959 : The Miracle of the Hills : Davey Leonard
- 1960 : Pépé : Dennis the Menace (en tant que Jay 'Dennis the Menace' North)
- 1965 : Zebra in the Kitchen : Chris Carlyle
- 1966 : Maya de John Berry : Terry Bowen
- 1974 : The Teacher : Sean Roberts
- 1985 : Dikiy veter : Capitaine Schofield
- 2003 : Dickie Roberts: Ex-enfant star : Jay North

### Télévision

#### Séries télévisées

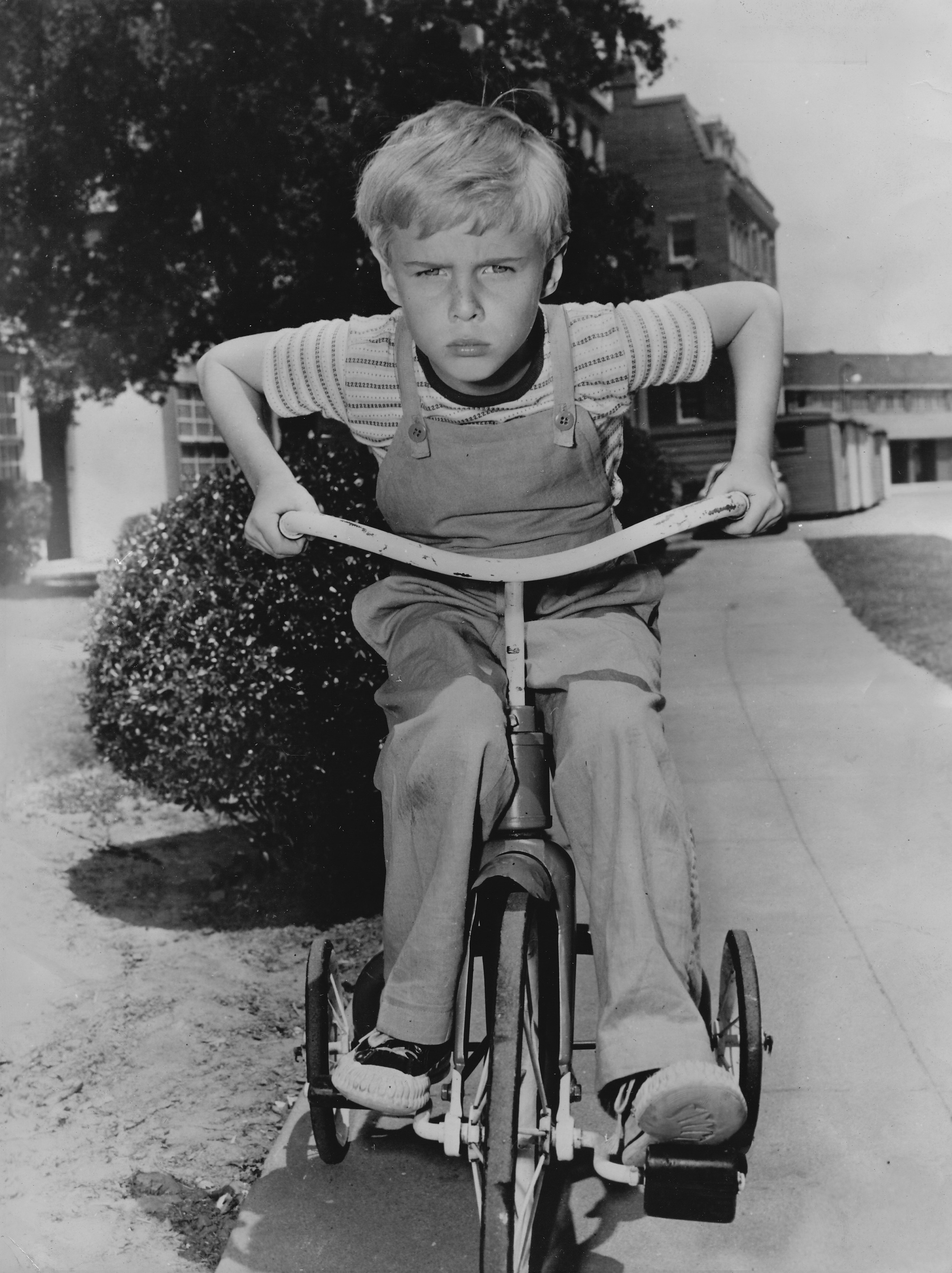
Jay North dans la série CBS Denis la petite peste (Dennis the Menace) en 1959.

- 1958 : Au nom de la loi : Laddie Stone
- 1959 : 77 Sunset Strip : Timmy Wilson
- 1959 : Rescue 8 : Jimmy Mason
- 1959 : Sugarfoot : Bobby
- 1959 : The Detectives : Bobby Cooper
- 1959 : The Tennessee Ernie Ford Show : lui-même - Acteur
- 1959 : Westinghouse Desilu Playhouse : le fils de Fred Martin
- 1959-1963 : Denis la petite peste : Dennis Mitchell
- 1960 : Here's Hollywood : lui-même
- 1960 : I've Got a Secret : lui-même - Invité
- 1960 : The Dinah Shore Chevy Show
- 1960 : The Dinah Shore Chevy Show : lui-même
- 1960 : The Dinah Shore Show : lui-même
- 1960 : The Donna Reed Show : Dennis Mitchell
- 1960 : The Ed Sullivan Show : chanteur
- 1960-1961 : The Red Skelton Hour : Rich Little Boy / Dennis 'the Menace' Mitchell
- 1961 : The Linkletter Show : lui-même
- 1963 : Hôpital central : Al Barker
- 1964 : La Grande Caravane : Tom Blake
- 1965 : Des agents très spéciaux : Bartlett Warshowsky
- 1966 : Jericho : Eric Hovstad
- 1966 : L'Extravagante Lucie : Wendell Mooney
- 1966 : My Three Sons : Dave Welch Jr. / Jeff Welch
- 1967 : The Hollywood Squares : lui-même - Panelist
- 1967-1968 : Maya : Terry Bowen
- 1968 : Arabian Knights : Prince Turhan (voix)
- 1968 : It's Happening : lui-même
- 1968-1969 : Banana Split : Prince Turhan
- 1969 : Here Comes the Grump : Terry Dexter (1969-1971) (voix)
- 1971 : The Pebbles and Bamm-Bamm Show : Bamm-Bamm Rubble
- 1972 : The Flintstone Comedy Hour : Bamm-Bamm Rubble (voix)
- 1973 : Lassie : Jim
- 1977 : Fred Flintstone and Friends
- 1985 : Our Time : lui-même
- 1993 : Vicki! : lui-même
- 1999 : Les Simpson : lui-même
- 2006 : Living in TV Land : lui-même

#### Téléfilms
- 1972 : Lassie - La longue marche : Jim (le surfeur aux cheveux frisés)
- 1980 : Scout's Honor : le père de Grogan